# Vilvestre
Vilvestre település Spanyolországban, Salamanca tartományban. Vilvestre Mieza, Cerezal de Peñahorcada, Barruecopardo, Saucelle és Freixo de Espada à Cinta községekkel határos. Lakosainak száma 395 fő (2024).

## Népesség
A település népessége az elmúlt években az alábbi módon változott:
| Lakosok száma | 605  | 544  | 527  | 493  | 478  | 454  | 436  | 429  | 405  | 395  |
|               | 2001 | 2004 | 2007 | 2009 | 2012 | 2014 | 2017 | 2019 | 2022 | 2024 |